# Бургграф
Бургграф (на немски: Burggraf; на латински: praefectus, castellanus, burggravius, граф на замък) е служба през Средновековието в Германия. Мястото на неговото владение се казва Бургграфство (Burggrafschaft, лат. prefectura).
Бургграфовете са подчинени на краля или на епископа и имат административни, военни и/или юридически задачи. Бургграфът има военното командване, пазенето и управлението на един замък. Някои бургграфове увеличавали владението си над по-голяма територия. Титлата понякога била наследствена.